# Boulevard de Louvain
Pour les articles homonymes, voir Louvain (homonymie).
Le boulevard de Louvain est une voie située dans le 8e arrondissement de Marseille.

## Situation et accès
Elle va de l’avenue du Prado à la rue du Rouet.

## Origine du nom

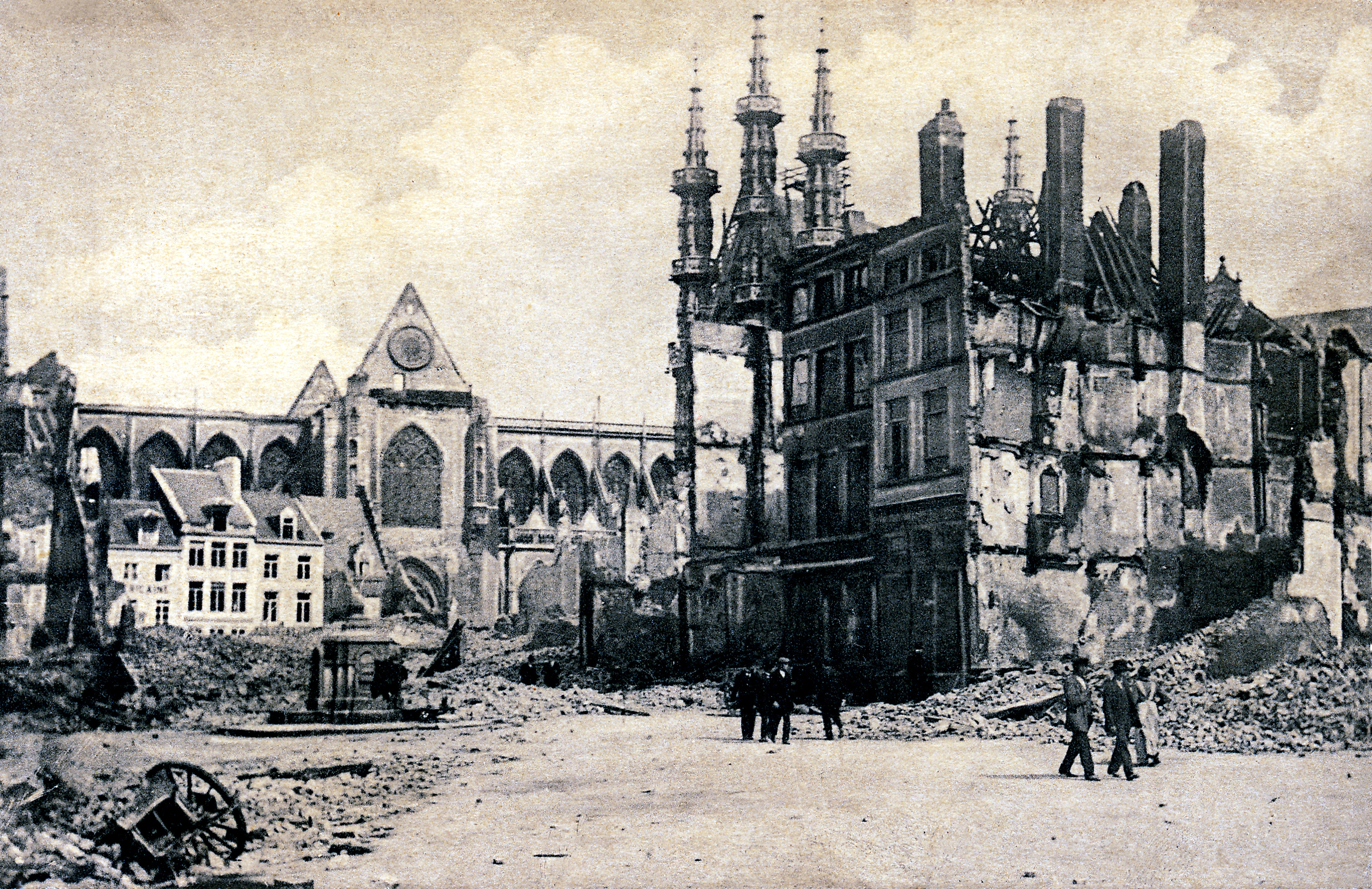
Le boulevard est rebaptisé en hommage à la ville belge de Louvain, grandement détruite par l'invasion allemande pendant la Première guerre mondiale.

Le nom de la voie rend hommage à la ville belge de Louvain, qui fut détruite durant l'invasion allemande pendant la Première guerre mondiale.

## Historique
Le boulevard change de nom à la demande des habitants du quartier qui désiraient remplacer le nom de « boulevard du Rouet » par celui d'une ville belge, afin de rendre hommage à ce pays qui avait subi l'invasion allemande pendant la Première guerre mondiale. La ville de Louvain fut retenue pour les dommages considérables subits en 1915.

## Bâtiments remarquables et lieux de mémoire
Dans ce boulevard se trouvent l'une des casernes de marins pompiers ainsi que l'hôpital Saint Joseph.  